# BitBake
BitBakeは、makeライクなビルド自動化のビルドツール。
組み込みLinuxのクロスコンパイル用のディストリビューションやパッケージに特化しているが、それに限定されるものではない。
BitBakeは、Gentoo Linuxディストリビューションで使用されているパッケージ管理システムであるPortageにインスパイアされている。BitBakeは、OpenEmbeddedプロジェクトの中にしばらく存在したが、ディストリビューションに依存しない、独立したツールとして整備された。
BitBakeはYocto ProjectとOpenEmbeddedプロジェクトが、共同でメンテナンスを行っている。